# Santana de Cataguases (ort)
Santana de Cataguases är en ort i Brasilien.   Den ligger i kommunen Santana de Cataguases och delstaten Minas Gerais, i den sydöstra delen av landet, 800 km sydost om huvudstaden Brasília. Santana de Cataguases ligger 241 meter över havet och antalet invånare är 3 622.
Terrängen runt Santana de Cataguases är kuperad åt nordost, men åt sydväst är den platt. Närmaste större samhälle är Cataguases, 18,3 km sydväst om Santana de Cataguases.
Omgivningarna runt Santana de Cataguases är huvudsakligen savann. Runt Santana de Cataguases är det glesbefolkat, med 15 invånare per kvadratkilometer.